# Список претендентов на премию «Оскар» за лучший фильм на иностранном языке от Республики Корея

Категория премии Американской академии кинематографических искусств и наук («Оскара») «за лучший фильм на иностранном языке» предназначена для награждения полнометражных фильмов, произведенных вне юрисдикции США и с преимущественно неанглийским языком или языками диалога. В качестве конкурсной «премии за заслуги» впервые появилась на 29 церемонии премии «Оскар», состоявшейся в 1957 году. Ранее, в 1948—1956 годах, иноязычные фильмы 8 раз награждались «почётным/специальным „Оскаром“». Награда вручается режиссёру, а официальным победителем является страна, фильм которой одержал победу.
В отличие от Северной Кореи (Корейской Народно-Демократической Республики), никогда не претендовавшей на «Оскар», Южная Корея (Республика Корея) участвует в «Оскар» за лучший фильм на иностранном языке с 1962 года, когда на рассмотрение киноакадемии был послана мелодрама «Гость в доме и моя мать». С тех пор и по настоящее время Корея участвовала в соревновании на эту категорию 28 раз, вначале нерегулярно, а с 2002 года — ежегодно; во всех случаях — фильмами на корейском языке. Выбор фильма от страны находится в ведении Корейского совета по кинематографии, в свою очередь подчинённого Министерству культуры, спорта и туризма Республики Корея.
Рекордсменом списка по количеству отобранных для подачи фильмов является известный режиссёр Син Сан Ок, работы которого представляли кинематограф Кореи четырежды, в 1962, 1964, 1966 и 1990 годах. Помимо этого, в заявках на премию по два раза использовались фильмы Ли Дуёна (в 1984 и 1986) и Ли Чхандона (в 2002 и 2008 годах).

## Список фильмов
| Год фильма (церемония) | Русское название                        | Корейское название (транскрипция)                               | Англоязычное название в заявке на номинацию | Режиссёр     | Результат         |
| ---------------------- | --------------------------------------- | --------------------------------------------------------------- | ------------------------------------------- | ------------ | ----------------- |
| 1962 (35-я)            | Моя мать и её гость                     | 사랑방 손님과 어머니 (Sarangbang sonnimgwa eomeoni)             | My Mother and the Roomer                    | Син Сан Ок   | Не номинирован    |
| 1964 (37-я)            | Глухой Сам Ён                           | 벙어리 삼룡 (Beongeori Samryong)                                | The Dumb Samyong                            | Син Сан Ок   | Не номинирован    |
| 1966 (39-я)            | Рис                                     | 쌀 (Ssal)                                                       | Rice                                        | Син Сан Ок   | Не номинирован    |
| 1968 (41-я)            | Потомки Каина                           | 카인의 후예 (Kaineui huye)                                      | Descendants of Cain                         | Ю Хён Мок    | Не номинирован    |
| 1969 (42-я)            | Мастер из старых банок                  | 독짓는 늙은이 (Dokjinneun neulgeuni)                            | The Old Craftsman of Jar                    | Чхве Хавон   | Не номинирован    |
| 1973 (46-я)            | Трагедия глухого Сан Мёна               | 비련의 벙어리 삼용 (Biryeonui beongeori samyong)                | Mute Samyong                                | Пён Джанхо   | Не номинирован    |
| 1984 (57-я)            | Вращающееся колесо                      | 여인 잔혹사 물레야 물레야 (Yeo-in Janhoksa Mulle-ya Mulle-ya)   | Mulleya Mulleya                             | Ли Дуён      | Не номинирован    |
| 1985 (58-я)            |                                         | 어우동 (Eo Udong)                                               | Eoudong                                     | Ли Джанхо    | Не номинирован    |
| 1986 (59-я)            | Евнух                                   | 내시 (Naesi)                                                    | Eunuch                                      | Ли Дуён      | Не номинирован    |
| 1990 (63-я)            | Маюми                                   | 마유미 (Mayumi)                                                 | Mayumi                                      | Син Сан Ок   | Не номинирован    |
| 1994 (67-я)            | Дитя Голливуда                          | 헐리우드 키드의 생애 (Hollywood Kid Eu Saeng-ae)                | Life and Death of the Hollywood Kid         | Чон Джиён    | Не номинирован    |
| 1995 (68-я)            | 301, 302                                | 301 302                                                         | 301, 302                                    | Пак Чхольсу  | Не номинирован    |
| 2000 (73-я)            | Сказание о Чун Хьян                     | 춘향뎐 (Chunhyangdyeon)                                         | Chunhyang                                   | Им Квон Тхэк | Не номинирован    |
| 2002 (75-я)            | Оазис                                   | 오아시스 (Oasiseu)                                              | Oasis                                       | Ли Чхандон   | Не номинирован    |
| 2003 (76-я)            | Весна, лето, осень, зима… и снова весна | 봄여름가을겨울 그리고 봄 (Bom yeoreum gaeul gyeoul geurigo bom) | Spring, Summer, Fall, Winter… and Spring    | Ким Ки Дук   | Не номинирован    |
| 2004 (77-я)            | 38-я параллель                          | 태극기 휘날리며 (Taegukgi Hwinallimyo)                          | Taegukgi                                    | Кан Джегю    | Не номинирован    |
| 2005 (78-я)            | Добро пожаловать в Донгмакголь          | 웰컴 투 동막골 (Welkeom tu Dongmakgol)                          | Welcome to Dongmakgol                       | Пак Кван Хён | Не номинирован    |
| 2006 (79-я)            | Король и шут                            | 왕의 남자 (Wang-ui Namja)                                       | King and the Clown                          | Ли Джуньик   | Не номинирован    |
| 2007 (80-я)            | Тайное сияние                           | 밀양 (Miryang)                                                  | Secret Sunshine                             | Ли Чхандон   | Не номинирован    |
| 2008 (81-я)            | Переправа                               | 크로싱 (Keurosing)                                              | Crossing                                    | Ким Тхэгюн   | Не номинирован    |
| 2009 (82-я)            | Мать                                    | 마더 (Madeo)                                                    | Mother                                      | Пон Чжун Хо  | Не номинирован    |
| 2010 (83-я)            | Босоногая мечта                         | 맨발의 꿈 (Maenbalui Kkum)                                      | A Barefoot Dream                            | Ким Тхэгюн   | Не номинирован    |
| 2011 (84-я)            | Линия фронта                            | 고지전 (Gojijeon)                                               | The Front Line                              | Чан Хун      | Не номинирован    |
| 2012 (85-я)            | Пьета                                   | 피에타 (Pieta)                                                  | Pietà                                       | Ким Ки Дук   | Не номинирован    |
| 2013 (86-я)            | Малолетний преступник                   | 피에타 (Pieta)                                                  | Juvenile Offender                           | Кан Игван    | Не номинирован    |
| 2014 (87-я)            | Морской туман                           | 해무 (Haemu)                                                    | Haemoo                                      | Сим Сунбо    | Не номинирован    |
| 2015 (88-я)            | Садо                                    | 사도 (Sado)                                                     | The Throne                                  | Ли Джуньик   | Не номинирован    |
| 2016 (89-я)            | Секретный агент                         | 밀정밀정 (Miljung)                                              | The Age of Shadows                          | Ким Чжи Ун   | Не номинирован    |
| 2017 (90-я)            | Таксист                                 | 택시운전사 (Taeksi unjeonsa)                                    | A Taxi Driver                               | Чан Хун      | Не номинирован    |
| 2018 (91-я)            | Пылающий                                | 버닝                                                            | Burning                                     | Ли Чхан Дон  | Попал в шорт-лист |
| 2019 (92-я)            | Паразиты                                | 기생충                                                          | Parasite                                    | Пон Чжун Хо  | Получил «Оскар»   |
| 2020 (93-я)            | Тот, кто рядом                          | 남산의 부장들, (Namsanui bujangdeul)                            | The Man Standing Next                       | У Мин Хо     | Не номинирован    |